# Markaryd
Markaryd este un oraș în Suedia.

## Demografie
| \| Evoluția demografică a zonei urbane Markaryd, 1970–2015 \| Evoluția demografică a zonei urbane Markaryd, 1970–2015 \| Evoluția demografică a zonei urbane Markaryd, 1970–2015 \| Evoluția demografică a zonei urbane Markaryd, 1970–2015 \| Evoluția demografică a zonei urbane Markaryd, 1970–2015 \| \| --------------------------------------------------------------------------------------- \| ------------------------------------------------------- \| ------------------------------------------------------- \| ------------------------------------------------------- \| ------------------------------------------------------- \| \| An \| \| \| Locuitori \| \| \| 1970 \| 1970 \| \| 4.121 \| 4.121 \| \| 1975 \| 1975 \| \| 4.266 \| 4.266 \| \| 1980 \| 1980 \| \| 4.325 \| 4.325 \| \| 1990 \| 1990 \| \| 4.069 \| 4.069 \| \| 1995 \| 1995 \| \| 3.888 \| 3.888 \| \| 2000 \| 2000 \| \| 3.862 \| 3.862 \| \| 2005 \| 2005 \| \| 3.826 \| 3.826 \| \| 2010 \| 2010 \| \| 3.966 \| 3.966 \| \| 2015 \| 2015 \| \| 4.664 \| 4.664 \| \| Sursa: SCB - Statistika Centralbyrån, Folkmängden per tätort. Vart femte år 1960 - 2016 \| \| \| \| \| |      |  |           |       |
| Evoluția demografică a zonei urbane Markaryd, 1970–2015 |      |  |           |       |
| An |      |  | Locuitori |       |
| 1970 | 1970 |  | 4.121     | 4.121 |
| 1975 | 1975 |  | 4.266     | 4.266 |
| 1980 | 1980 |  | 4.325     | 4.325 |
| 1990 | 1990 |  | 4.069     | 4.069 |
| 1995 | 1995 |  | 3.888     | 3.888 |
| 2000 | 2000 |  | 3.862     | 3.862 |
| 2005 | 2005 |  | 3.826     | 3.826 |
| 2010 | 2010 |  | 3.966     | 3.966 |
| 2015 | 2015 |  | 4.664     | 4.664 |
| Sursa: SCB - Statistika Centralbyrån, Folkmängden per tätort. Vart femte år 1960 - 2016 |      |  |           |       |